# Forelius pruinosus
Forelius pruinosus é uma espécie de formiga do gênero Forelius.

## Descrição
A espécie Forelius pruinosus é encontrada entre as altitudes de 0 até 5,866 metros.